# Steinkreis von Park Gate

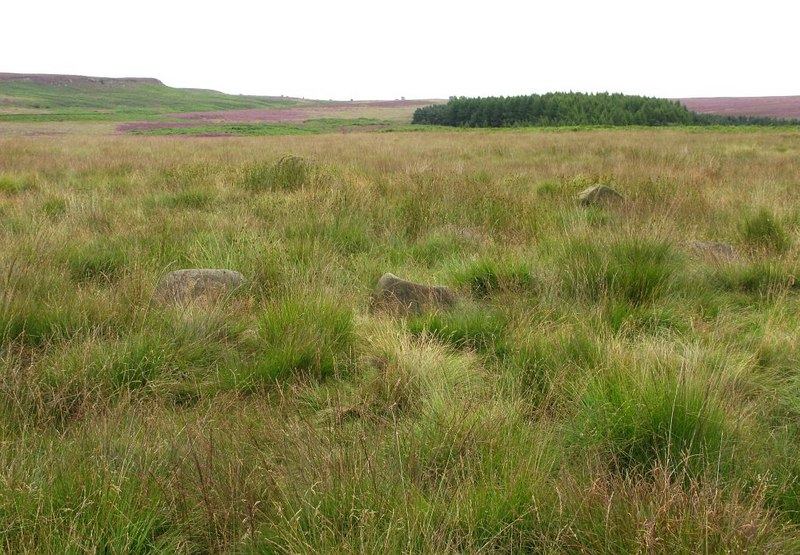
Steinkreis von Park Gate

Der relativ gut erhaltene Steinkreis von Park Gate (oder Parkgate) liegt auf einem sumpfigen Plateau am nördlichen Ende eines Steinhügelfeldes im Moorgebiet oberhalb von Beeley, östlich von Bakewell in Derbyshire in England.
Der in einen niedrigen Erde-Steinwall eingebettete Steinkreise ist typisch für die Kreise der Bronzezeit in Derbyshire (Ringanlagen von Barbrook, Doll Tor und Hordron Edge). Er besteht aus zehn Steinen in einem Oval von etwa 12,5 × 12,0 Metern Durchmesser und einem weiteren, vollständig begrabenen Stein im Nordwesten. Bei gleichmäßiger Verteilung, lagen ursprünglich etwa 20 Steine auf dem Kreis.
Die größeren Steine sind 0,5 m bis 0,9 m hoch, bis auf einen im Süden liegenden, stark geneigten. Dieser Stein wäre wahrscheinlich über einen Meter hoch. Es sieht aus, als wäre an einem seiner Ränder ein Schälchen, aber es wird angenommen, dass es sich um einen Kugeleinschlag des Trainings der Moor-Armee handelt.
Der teilweise schwer zu erkennende äußere Wall ist zwischen 1,5 und 2,5 m breit und hat etwa 15,0 m Durchmesser.
Die beiden Ring Cairns von Beeley Moor North und Beeley Warren North East sowie Hob Hurst’s House, ein Grabhügel aus der Bronzezeit, dessen Einzigartigkeit darin besteht, dass er nicht rund, sondern rechteckig ist, befinden sich in der Nähe.